# Acanthuridae

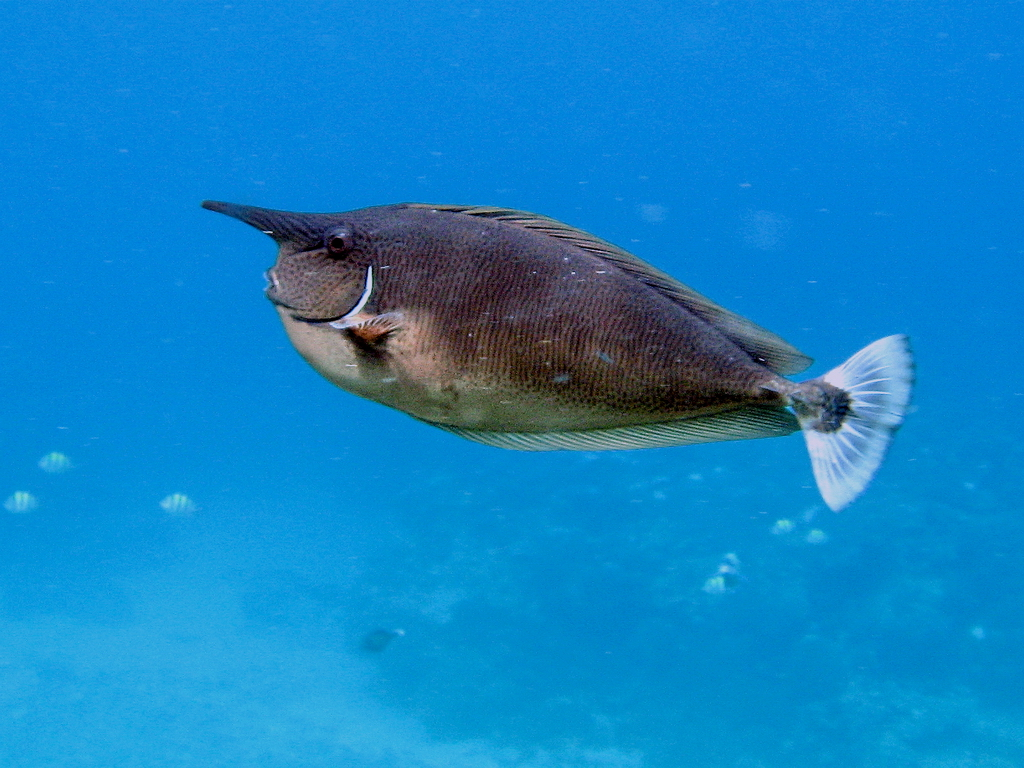
Naso brevirostris

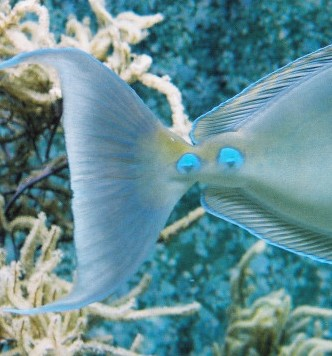
Il bisturi retratto di un Naso unicornis

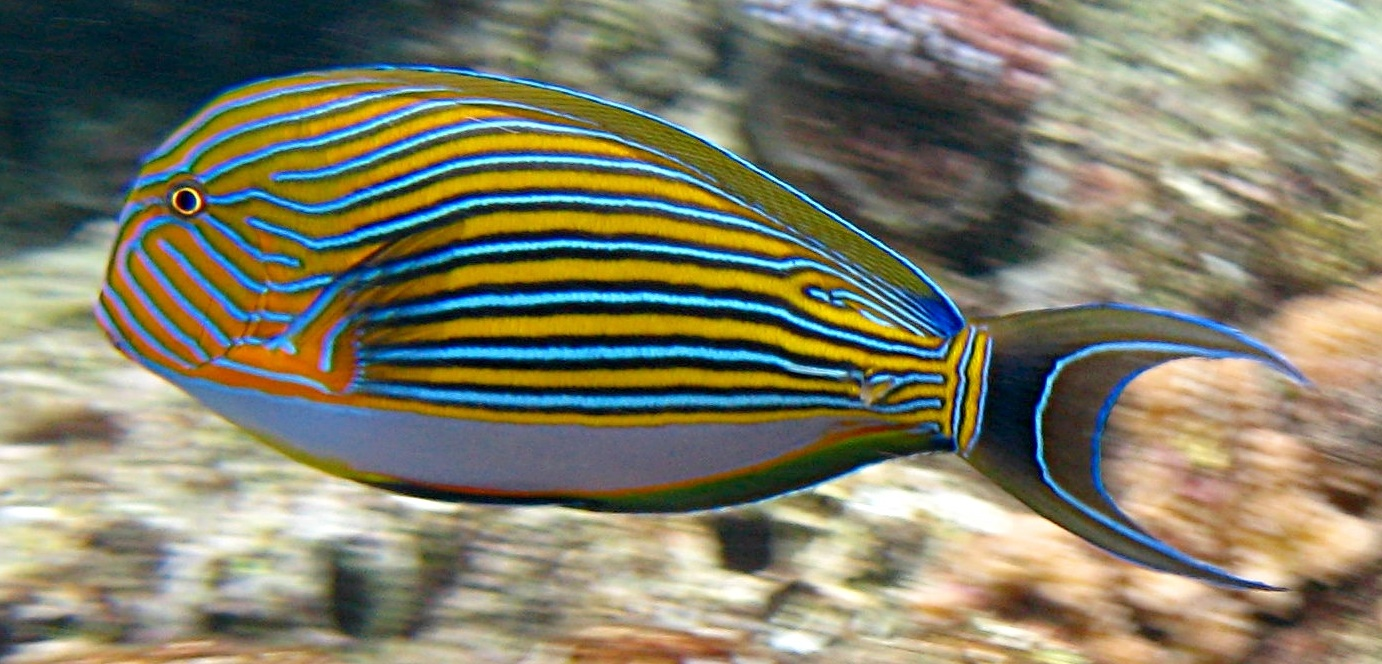
Acanthurus lineatus

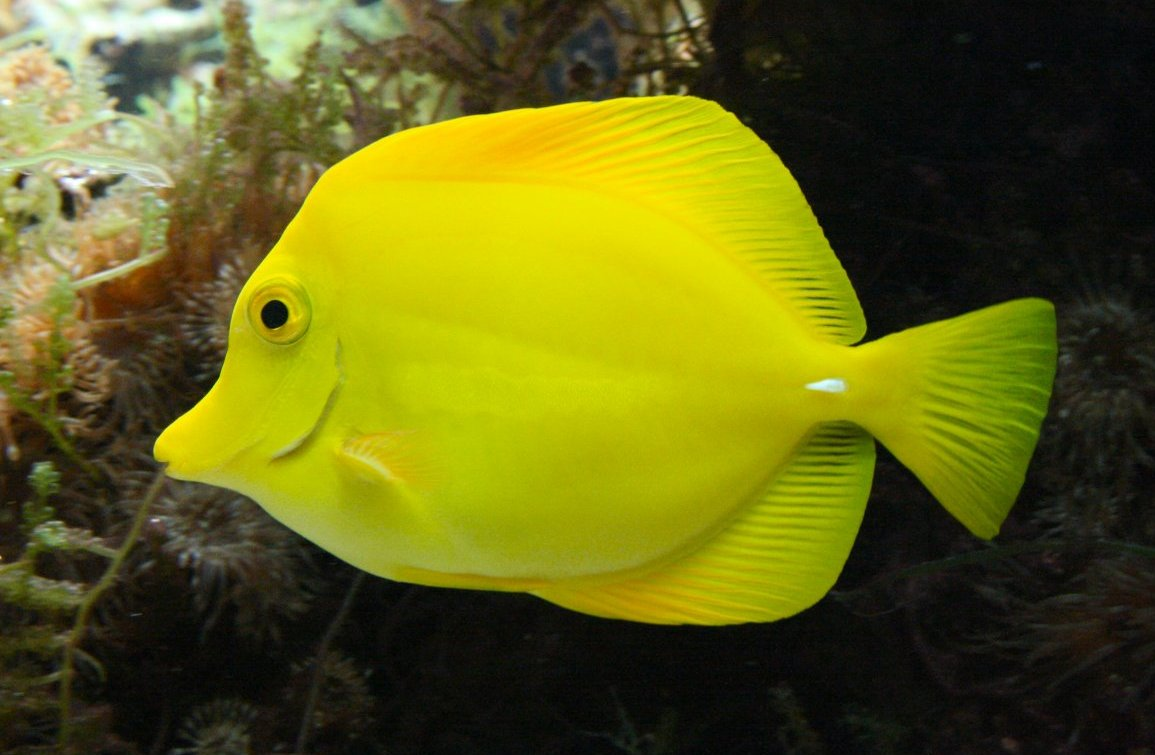
Zebrasoma flavescens

La famiglia Acanthuridae comprende 81 specie di pesci d'acqua salata, conosciuti comunemente come Pesci chirurgo e Pesci unicorno.

## Distribuzione e habitat
Le specie della famiglia sono diffuse nelle zone tropicali di tutti i mari e gli oceani. Sono particolarmente comuni negli oceani Indiano e Pacifico dove vive la maggioranza delle specie; nell'Oceano Atlantico vivono 5 specie, tra cui Acanthurus monroviae che è stata catturata alcune volte nel mar Mediterraneo.
Sono particolarmente comuni nelle barriere coralline.

## Descrizione
Sono pesci dal corpo ovale piuttosto alto e compresso lateralmente. L'occhio è posto in alto e la bocca, piccola, spesso è portata su un muso appuntito. Alcune specie del genere Naso hanno una vistosa appendice appuntita o tuberiforme sulla fronte. La pinna dorsale è unica e porta alcuni raggi spinosi. Le scaglie sono piccole. Interessante è la capacità espressiva di tutte le specie della famiglia: un individuo spaventato, inquieto o ammalato appare più pallido o a volte con particolari non visibili se in buona salute.
I pesci chirurgo devono il loro nome comune e la loro fama ad un'importante arma di difesa: una sorta di stiletto retrattile presente su ognuno dei due fianchi del peduncolo caudale, estremamente affilato (come bisturi) ed utilizzato da queste specie come strumento di estrema difesa: queste lame a mezzaluna vengono infatti erette soprattutto a scopo dimostrativo. Per esaltarne l'importanza molte specie presentano vistose colorazioni aposematiche nel peduncolo caudale (o addirittura direttamente il bisturi colorato).

## Biologia

### Alimentazione
La maggioranza delle specie è erbivora e si ciba brucando le alghe.

### Riproduzione
Uova e larve sono pelagiche.

## Tassonomia
Le 81 specie sono state divise in 3 sottofamiglie:
| Sottofamiglia | Generi                                             |
| ------------- | -------------------------------------------------- |
| Acanthurinae  | Acanthurus, Ctenochaetus, Paracanthurus, Zebrasoma |
| Nasinae       | Naso                                               |
| Prionurinae   | Prionurus                                          |

## Acquariofilia
Molte specie sono da tempo pescate nei luoghi d'origine per essere venduti (a caro prezzo) agli allevatori appassionati di acquari marini e di barriera. Sono spesso ospiti degli acquari pubblici.